# Choleva jeanneli
Choleva jeanneli é uma espécie de insetos coleópteros polífagos pertencente à família Leiodidae.
A autoridade científica da espécie é Britten, tendo sido descrita no ano de 1922.
Trata-se de uma espécie presente no território português.